# Philippe Leveau
Pour les articles homonymes, voir Leveau.
Philippe Leveau, né le 4 janvier 1940 à Angoulême, est un historien et archéologue français. Spécialiste des relations sociétés-milieux, de l'Afrique du Nord romaine et des thématiques liées à la question de l'eau, il est connu pour ses travaux sur Césarée de Maurétanie/Cherchell et ses fouilles de la meunerie de Barbegal. Professeur d'Antiquités nationales à l'Université d'Aix-en-Provence de 1984 à 2002, il s'est également investi dans les recherches en Provence, notamment autour de l'étang de Berre et du marais des Baux.

## Biographie
Étudiant à Bordeaux où il réalise un travail de recherche sur l'idéologie politique de l'empereur Julien, Philippe Leveau obtient l'agrégation d'histoire en 1963 (classé 36e),. Assistant d'histoire ancienne à l'Université d'Alger pendant six ans (1966-1972), il commence des recherches sur le territoire autour de Césarée de Maurétanie/Cherchell. De 1972 à 1984, Philippe Leveau est maître-assistant à l'Université d'Aix-Marseille où il soutient en 1979 une thèse de 3e cycle, sous la direction de Paul-Albert Février : Caesarea de Maurétanie et son territoire. Contribution à l'étude des rapports ville-campagne dans l'Empire romain. Elle est publiée en 1984 aux presses de l'École française de Rome. Il est élu la même année professeur d'Antiquités nationales à l'Université d'Aix-en-Provence où il finira sa carrière en 2002, admis à l'éméritat. Il reste depuis très actif dans le domaine de la recherche, par son activité de publications et sa présence à des manifestations scientifiques.
Il a été membre du Conseil national de la recherche archéologique du 13 mars 1995 au 13 mars 1999, membre de la commission pour les fouilles sous-marines, au titre de membre élu par la commission interrégionale de la recherche archéologique Sud-est.

## Publications
Liste non-exhaustive.
- (en) Gül Sürmelihindi, Philippe Leveau, Christoph Spötl, Vincent Bernard et Cees W. Passchier, « The second century CE Roman watermills of Barbegal: Unraveling the enigma of one of the oldest industrial complexes », Science Advances, vol. 4, no 9,‎ 2018 (ISSN 2375-2548, lire en ligne, consulté le 16 février 2021)
- Philippe Leveau, « Certitudes et incertitudes dans l'interprétation des structures archéologiques : une réponse à Alain Ferdière », dans Frédéric Trément (dir.), Produire, Transformer et stocker dans les campagnes des Gaules romaines. Problèmes d’interprétation fonctionnelle et économique des bâtiments d’exploitation et des structures de production agro-pastorale, Bordeaux, Aquitania, coll. « Suppléments » (no 38), 2017 (ISBN 978-2-910763-00-8), p. 51-65
- Philippe Leveau, « Le Rhône romain dans sa basse plaine et dans son delta. Variations territoriales, sociétales et environnementales », Revue archéologique de Narbonnaise, t. 47,‎ 2014, p. 9-34 (ISSN 0557-7705, lire en ligne, consulté le 16 février 2021)
- Philippe Leveau et Robert Thernot, « Le pont de Barbegal au vallon des Arcs à Fontvieille (Bouches-du-Rhône). Étude archéologique de la dérivation de l'aqueduc d'Arles. Aqueducs de la Gaule méditerranéenne », Gallia, t. 62,‎ 2005, p. 97-105 (ISSN 0016-4119, lire en ligne, consulté le 16 février 2021)
- Pierre Garmy et Philippe Leveau (éd.), « Dossier: Villa et vicus en Gaule Narbonnaise », Revue archéologique de Narbonnaise, t. 35,‎ 2002, p. 1-317 (ISSN 0557-7705, lire en ligne, consulté le 16 février 2021)
- Philippe Leveau, « L'hydrologie du Rhône, les aménagements du chenal et la gestion territoriale de ses plaines en aval d'Orange », Gallia, t. 56,‎ 1999, p. 99-108 (ISSN 0016-4119, lire en ligne, consulté le 16 février 2021)
- Philippe Leveau, Caesarea de Maurétanie. Une ville romaine et ses campagnes, Rome, École française de Rome, coll. « Collection de l'École française de Rome » (no 70), 1984, 556 p. (ISBN 2-7283-0060-7, lire en ligne)
- Philippe Leveau, « La ville antique et l'organisation de l'espace rural : villa, ville », Annales. Économies, Sociétés, Civilisations, t. 38.4,‎ 1983, p. 920-942 (ISSN 0395-2649, lire en ligne, consulté le 16 février 2021)